# Mussolet pit-roig
El mussolet pit-roig (Glaucidium tephronotum) és una espècie d'ocell de la família dels estrígids (Strigidae). Habita la selva humida de l'Àfrica Occidental i Central, cap a l'est fins a l'oest de Kenya. El seu estat de conservació es considera de risc mínim.